# 赤石鉱山 (鹿児島県)
赤石鉱山（あけしこうざん）は、鹿児島県南九州市知覧町塩屋に所在する、金および含金珪酸鉱を産出する鉱山である。三井串木野鉱山株式会社と有限会社宮内赤石鉱業所が共同で採掘を行っている。

## 地質
赤石鉱山は、南九州市の枕崎市との境界に近い場所にあり、事務所付近の標高は185メートルある。付近は第四紀の阿多カルデラの噴出で発生した阿多火砕流による溶結凝灰岩を主とする火砕流堆積物が広く分布して、平坦な台地を形成している。
付近の基盤となる地質は、タービダイトとされる砂岩・頁岩層と玄武岩質緑色岩やチャートの薄層を挟在するジュラ紀の川辺層群知覧累層（四万十層群）であるが、地表に露出しておらず地下200メートル以下に拡がっている。この上に輝石安山岩と輝石角閃石安山岩の溶岩・火砕岩からなる新第三紀中新世の南薩層群と、鮮新世の南薩中期火山岩類が被覆しており、さらにその上に第四紀更新世の阿多火砕流による溶結凝灰岩を主とする火砕流堆積物および浮石質凝灰岩（シラス）からなる姶良カルデラ噴出物が被覆している。

### 鉱床の形成
赤石鉱山の採掘対象となる鉱床は高硫化型熱水性金鉱床であるとされ、別名南薩型金鉱床と呼ばれ、枕崎市にある岩戸鉱山および春日鉱山と同様のものである。
南薩中期火山岩類の安山岩に熱水が流入し、酸性変質作用を受けて珪化岩が生成されたものとされる。珪化岩と安山岩の境界付近では、珪化岩側から強珪化変質、弱珪化変質、強粘土化変質、弱粘土化変質、プロピライト変質の順で帯状に重なっている。これらの部分に幅広い種類の粘土鉱物が確認されていることから、成分の異なる熱水が複数回流入して珪化岩が生成されたと推定されている。最初に酸性熱水が流入して南薩中期火山岩類の安山岩から斑晶や捕獲岩片が溶脱されて相対的に珪酸が増大する溶脱型珪化作用が生じて珪化岩体が生成され、続いて中性熱水が上昇して石英や金を沈殿する付加型珪化作用が生じ、さらに褐鉄鉱などの酸化鉱物が生成されたのち、二次富化として天水の作用により鉄や金が再沈殿するという流れで鉱床が形成されていった。このように、赤石鉱山の鉱床は、南薩中期火山岩類が酸性変質作用を受けて生成した珪化岩の中に胚胎する鉱染型の鉱床である。赤石鉱山ではこの鉱床の中で、金の品位が鉱石1トン当たり3グラム以上の部分を鉱体として扱っている。
鉱床の生成時期は、古地磁気による判定では、418万年前-358万年前のステージIと、358万年前-322万年前のステージIIの2回があるとされ、また第1鉱体の明礬石に対するカリウム-アルゴン法による年代測定で370万年前±100万年とされた。これは岩戸鉱山や春日鉱山よりは新しい時代の生成であり、薩摩半島の火山活動が西から東へ向けて順に起きていったことと一致している。
赤石鉱山では、珪化岩は東西約300メートル、南北約200メートル、地下約270メートルの楕円形をしており、この中に第1から第4までの鉱体が胚胎している。数字は鉱体の発見順で、おおよそ菱形に配列しており、第1鉱体が最大で90メートル×50メートル×125メートルで平均金品位7.4グラム/トン、第2鉱体は80メートル×30メートル×80メートルで平均金品位7.7グラム/トン、第3鉱体は80メートル×30メートル×80メートルで平均金品位5.5グラム/トン、第4鉱体は80メートル×20メートル×40メートルで平均金品位6.2グラム/トンである。稼行が継続する南薩型鉱床の中では、赤石鉱山がもっとも高品位である。しかし菱刈鉱山のような鉱脈型の金鉱床に比べると低品位であり、なお操業が続けられているのは露天掘りや機械化された大規模坑内掘りに適していて低コスト採掘が可能であるという理由による。鉱石にはしばしばトジ金（粒状の自然金）を含む高品位金鉱石があり、他にルソン銅鉱、黄鉄鉱、少量の硫砒銅鉱、自然硫黄、スコロダイト銅藍、褐鉄鉱などが見られる。

## 歴史
赤石鉱山は1890年（明治23年）に、川辺村の高良裕二郎という人物が露頭を発見して探鉱を開始したことに始まる。1903年（明治36年）に、田布施村の宮内敬二が鉱業権に共同加入して探鉱が行われ、赤石野岡鉱山の名称で小規模な操業を開始した。1906年（明治39年）に宮内が全権利を譲り受けて単独経営となり、1912年（明治45年/大正元年）から赤石鉱山と改称して、重要鉱山の指定を受けた。
1912年（明治45年/大正元年）から1935年（昭和10年）までの間、金の品位が鉱石1トンあたり40グラムから1,300グラムにも達する高品位な部分を選択して坑内掘りにより採掘し、8キロメートル離れた知覧町轟にあった製錬所に運搬してアマルガム法による製錬を行っていた。この間、1921年（大正10年）に宮内敬二の死去により、長男の宮内敬太郎が鉱業権を相続した。1935年（昭和10年）以降は、手作業による選別で、鉱石1トン当たりの金品位が9.6グラムから41グラム程度の高品位部分を年間約2,000トン採掘して、銅の製錬所などに対して含金珪酸鉱として販売した。
1943年（昭和18年）に金鉱業整備令が出され、鹿児島県内のほとんどの金山が閉山に追い込まれたが、赤石鉱山は操業継続の指定を受けて休山することなく採掘が継続された。1961年（昭和36年）に宮内敬太郎が死去して長男の宮内信美が相続し、1968年（昭和43年）に有限会社宮内赤石鉱業所の名称で法人化した。この頃は、年間1万トン程度の鉱石を採掘し、金品位が1トンあたり13グラム程度のものを生産していた。1976年（昭和51年）から坑内掘りに加えて露天掘りを併用するようになった。坑道掘りについては、ルーム・アンド・ピラー法（柱房式採掘法）により採掘を行っていた。
1986年（昭和61年）4月にいったん操業が休止となり、翌1987年（昭和62年）1月に三井串木野鉱山株式会社が共同鉱業権者として加入し、4月に採掘を再開した。再開以降、坑内掘りの方式をメカナイズド・カットアンドフィル法（機械化上向充填採掘法）に変更して採掘している。標高180メートルを基準として、これより上を露天掘りとし、これより下は坑道掘りでトラックレス方式により運搬し、山元で鉱石を破砕したうえで、ダンプカーで搬出し、枕崎港から船積みして各地の製錬所へ出荷している。
1994年（平成6年）時点では、採掘現場の配置人員は18名で、年間3万トン程度の鉱物を採掘していた。採掘した含金珪酸鉱は、串木野の青化製錬所および銅製錬のためのフラックスとして日比製錬所などに送っている。1998年（平成10年）時点では年間54,000トン程度の採掘規模となっており、第1・第2鉱体の標高180メートル以下の採掘は終了していた。過去にルーム・アンド・ピラー法で採掘していた頃の採掘跡が残る標高180メートル以上について、鉱石の残っているピラー部の2次採掘に着手するようになった。2次採掘では、露天掘りを標高180メートルまで掘り下げる方式、標高180メートル以下で使用したカットアンドフィル法をそのまま上まで継続する方式、サブレベルケービング法で採掘する方式の3通りを検討したがいずれも問題が多く、3方式の組み合わせで採掘した。上部は標高220メートル付近まで露天掘りを実施し、その際に出た出荷対象とならない低品位の鉱石を採掘跡の空洞に充填材として詰めて、ケービング法で掘削する。一部においてカットアンドフィル法を並行して実施した。
1912年（明治45年/大正元年）から2019年（令和元年）までに赤石鉱山で採掘された金鉱石は、総量240万トンで金にして約13トンであり、この時点で含金珪酸鉱を年産75,000トン、金品位平均約2.3グラム/トンで操業中である。